# Bauntovsky-Zvenkyisky (huyện)
Huyện Bauntovsky-Zvenkyisky (tiếng Nga: ? райо́н) là một huyện hành chính tự quản (raion), của Buryatia, Nga. Huyện có diện tích 65639 kilômét vuông. Trung tâm của huyện đóng ở Bagdarin.